# 雍太祝令
雍太祝令（ようたいしゅくれい）は、古代中国の前漢の時代にあった官職である。廱太祝令とも書かれる。雍県での国家的祭祀をとりしきった。

## 解説
前王朝秦の古い都だった雍には、漢の時代になっても祀るべき施設が多く、特に雍の五畤で郊祭する皇帝は多かった。首都長安にいた太祝令と別に、五畤などを祀るために置かれたのが雍太祝令である。太祝令は祭祀で祝詞を述べ、神を迎え送るのが務めであったので、雍太祝令も同様であろう。陳倉にある陳宝祠も雍太祝が祀った。
雍太祝令は奉常または太常に属した。補佐のために雍太祝丞（廱太祝丞）がいた。
雍には別に、祭祀に使う供え物を用意する雍太宰令（廱太宰令）、五畤のそれぞれの尉もいて、奉常または太常に属していた。
後漢の時代には置かれなかった。